# Lista medaliaților olimpici la biatlon
Aceasta este lista completă a medaliaților la Jocurile Olimpice de biatlon din anul 1960 până în 2006. În această listă se includ și câștigătorii de medalii a patrulei militare din 1924, deoarece în prezent se consideră acel eveniment ca fiind unul inaugural.
Vedeți și: Lista medaliaților olimpici

## Masculin

### Individual (20 km)
| Probă sportivă           | Aur                        | Argint                                          | Bronz                      |
| Squaw Valley 1960        | Klas Lestander (SWE)       | Antti Tyrväinen (FIN)                           | Aleksandr Privalov (URSS)  |
| Innsbruck 1964           | Vladimir Melanin (URSS)    | Aleksandr Privalov (URSS)                       | Olav Jordet (NOR)          |
| Grenoble 1968            | Magnar Solberg (NOR)       | Alexander Tikhonov (URSS)                       | Vladimir Gundartsev (URSS) |
| Sapporo 1972             | Magnar Solberg (NOR)       | Hansjörg Knauthe (RDG)                          | Lars-Göran Arwidson (SWE)  |
| Innsbruck 1976           | Nikolai Kruglov (URSS)     | Heikki Ikola (FIN)                              | Aleksandr Yelizarov (URSS) |
| Lake Placid 1980         | Anatoly Alyabyev (URSS)    | Frank Ullrich (RDG)                             | Eberhard Rösch (RDG)       |
| Sarajevo 1984            | Peter Angerer (RFG)        | Frank-Peter Roetsch (RDG)                       | Eirik Kvalfoss (NOR)       |
| Calgary 1988             | Frank-Peter Roetsch (RDG)  | Valery Medvedtsev (URSS)                        | Johann Passler (ITA)       |
| Albertville 1992         | Eugeni Redkine (EUN¹)      | Mark Kirchner (GER)                             | Mikael Löfgren (SWE)       |
| Lillehammer 1994         | Serghei Tarasov (RUS)      | Frank Luck (GER)                                | Sven Fischer (GER)         |
| Nagano 1998              | Halvard Hanevold (NOR)     | Pier Alberto Carrara (ITA)                      | Alexei Aidarov (BLR)       |
| Salt Lake City 2002      | Ole Einar Bjørndalen (NOR) | Frank Luck (GER)                                | Viktor Maigourov (RUS)     |
| Torino 2006              | Michael Greis (GER)        | Ole Einar Bjørndalen (NOR)                      | Halvard Hanevold (NOR)     |
| Vancouver 2010           | Emil Hegle Svendsen (NOR)  | Ole Einar Bjørndalen (NOR) Sergey Novikov (BLR) | neacordat                  |
| Soci 2014 detalii        | Martin Fourcade (FRA)      | Erik Lesser (GER)                               | Evgeniy Garanichev (RUS)   |
| Pyeongchang 2018 detalii |                            |                                                 |                            |

(¹ echipă combinată cu sportivi din 6 țări ale CSI; doar la Jocurile de iarnă din Albertville 1992)

### Sprint (10 km)
| Probă sportivă      | Aur                        | Argint                    | Bronz                   |
| Lake Placid 1980    | Frank Ullrich (RDG)        | Vladimir Alikin (URSS)    | Anatoly Alyabyev (URSS) |
| Sarajevo 1984       | Eirik Kvalfoss (NOR)       | Peter Angerer (RFG)       | Matthias Jacob (RDG)    |
| Calgary 1988        | Frank-Peter Roetsch (RDG)  | Valery Medvedtsev (URSS)  | Sergey Tchepikov (URSS) |
| Albertville 1992    | Mark Kirchner (GER)        | Ricco Groß (GER)          | Harri Eloranta (FIN)    |
| Lillehammer 1994    | Sergey Tchepikov (RUS)     | Ricco Groß (GER)          | Serghei Tarasov (RUS)   |
| Nagano 1998         | Ole Einar Bjørndalen (NOR) | Frode Andresen (NOR)      | Ville Räikkönen (FIN)   |
| Salt Lake City 2002 | Ole Einar Bjørndalen (NOR) | Sven Fischer (GER)        | Wolfgang Perner (AUT)   |
| Torino 2006         | Sven Fischer (GER)         | Halvard Hanevold (NOR)    | Frode Andresen (NOR)    |
| Vancouver 2010      | Vincent Jay (FRA)          | Emil Hegle Svendsen (NOR) | Jakov Fak (CRO)         |

### Pursuit (12.5 km)
| Probă sportivă      | Aur                        | Argint                     | Bronz              |
| Salt Lake City 2002 | Ole Einar Bjørndalen (NOR) | Raphaël Poirée (FRA)       | Ricco Groß (GER)   |
| Torino 2006         | Vincent Defrasne (FRA)     | Ole Einar Bjørndalen (NOR) | Sven Fischer (GER) |
| Vancouver 2010      | Björn Ferry (SWE)          | Christoph Sumann (AUT)     | Vincent Jay (FRA)  |

### Start în masă (15 km)
| Probă sportivă | Aur                   | Argint                | Bronz                      |
| Torino 2006    | Michael Greis (GER)   | Tomasz Sikora (POL)   | Ole Einar Bjørndalen (NOR) |
| Vancouver 2010 | Evgeny Ustyugov (RUS) | Martin Fourcade (FRA) | Pavol Hurajt (SVK)         |

### Ștafetă (4x7,5 km)
| Probă sportivă      | Aur                                                                           | Argint                                                                     | Bronz                                                                     |
| Grenoble 1968       | (URSS) Alexander Tikhonov Nikolay Puzanov Viktor Mamatov Vladimir Gundartsev  | (NOR) Ola Wærhaug Olav Jordet Magnar Solberg Jon Istad                     | (SWE) Lars-Göran Arwidson Tore Eriksson Olle Petrusson Holmfrid Olsson    |
| Sapporo 1972        | (URSS) Alexander Tikhonov Rinnat Safin Ivan Biakov Viktor Mamatov             | (FIN) Esko Saira Juhani Suutarinen Heikki Ikola Mauri Röppänen             | (RDG) Hansjörg Knauthe Joachim Meischner Dieter Speer Horst Koschka       |
| Innsbruck 1976      | (URSS) Aleksandr Yelizarov Ivan Biakov Nikolai Kruglov Alexander Tikhonov     | (FIN) Henrik Flöjt Esko Saira Juhani Suutarinen Heikki Ikola               | (RDG) Karl-Heinz Menz Frank Ullrich Manfred Beer Manfred Geyer            |
| Lake Placid 1980    | (URSS) Vladimir Alikin Alexander Tikhonov Vladimir Barnachov Anatoly Alyabyev | (RDG) Mathias Jung Klaus Siebert Frank Ullrich Eberhard Rösch              | (RFG) Franz Bernreiter Hans Estner Peter Angerer Gerhard Winkler          |
| Sarajevo 1984       | (URSS) Dmitri Vasilyev Yuri Kashkarov Algimantas Šalna Sergey Bulygin         | (NOR) Odd Lirhus Eirik Kvalfoss Rolf Storsveen Kjell Søbak                 | (RFG) Ernst Reiter Walter Pichler Peter Angerer Fritz Fischer             |
| Calgary 1988        | (URSS) Dmitri Vasilyev Sergey Tchepikov Alexander Popov Valery Medvedtsev     | (RFG) Ernst Reiter Stefan Höck Peter Angerer Fritz Fischer                 | (ITA) Werner Kiem Gottlieb Taschler Johann Passler Andreas Zingerle       |
| Albertville 1992    | (GER) Ricco Groß Jens Steinigen Mark Kirchner Fritz Fischer                   | (EUN¹) Valery Medvedtsev Alexander Popov Valeriy Kirienko Sergey Tchepikov | (SWE) Ulf Johansson Leif Andersson Tord Wiksten Mikael Löfgren            |
| Lillehammer 1994    | (GER) Ricco Groß Frank Luck Mark Kirchner Sven Fischer                        | (RUS) Valeriy Kirienko Vladimir Dratchev Serghei Tarasov Sergey Tchepikov  | (FRA) Thierry Dusserre Patrice Bailly-Salins Lionel Laurent Hervé Flandin |
| Nagano 1998         | (GER) Ricco Groß Peter Sendel Sven Fischer Frank Luck                         | (NOR) Egil Gjelland Halvard Hanevold Dag Bjørndalen Ole Einar Bjørndalen   | (RUS) Pavel Muslimov Vladimir Dratchev Serghei Tarasov Viktor Maigourov   |
| Salt Lake City 2002 | (NOR) Halvard Hanevold Frode Andresen Egil Gjelland Ole Einar Bjørndalen      | (GER) Ricco Groß Peter Sendel Sven Fischer Frank Luck                      | (FRA) Gilles Marguet Vincent Defrasne Julien Robert Raphaël Poirée        |
| Torino 2006         | (GER) Ricco Groß Michael Rösch Sven Fischer Michael Greis                     | (RUS) Ivan Cherezov Sergey Tchepikov Pavel Rostovtsev Nikolai Kruglov      | (FRA) Julien Robert Vincent Defrasne Ferréol Cannard Raphaël Poirée       |

(¹ echipă combinată cu sportivi din 6 țări ale CSI; doar la Jocurile de iarnă din Albertville 1992)

## Feminin

### Individual (15 km)
| Probă sportivă      | Aur                         | Argint                   | Bronz                    |
| Albertville 1992    | Antje Misersky (GER)        | Svetlana Davidova (EUN¹) | Myriam Bédard (CAN)      |
| Lillehammer 1994    | Myriam Bédard (CAN)         | Anne Briand (FRA)        | Uschi Disl (GER)         |
| Nagano 1998         | Ekaterina Dafovska (BUL)    | Olena Petrova (UKR)      | Uschi Disl (GER)         |
| Salt Lake City 2002 | Andrea Henkel (GER)         | Liv Grete Poirée (NOR)   | Magdalena Forsberg (SWE) |
| Torino 2006         | Svetlana Ishmouratova (RUS) | Martina Glagow (GER)     | Albina Akhatova (RUS)    |
| Vancouver 2010      | Tora Berger (NOR)           | Elena Khrustaleva (KAZ)  | Darya Domracheva (BLR)   |

(¹ echipă combinată cu sportivi din 6 țări ale CSI; doar la Jocurile de iarnă din Albertville 1992)

### Sprint (7,5 km)
| Probă sportivă      | Aur                           | Argint                    | Bronz                          |
| Albertville 1992    | Anfisa Reztsova (EUN¹)        | Antje Misersky (GER)      | Yelena Belova (EUN¹)           |
| Lillehammer 1994    | Myriam Bédard (CAN)           | Svetlana Paramygina (BLR) | Valentyna Tserbe-Nessina (UKR) |
| Nagano 1998         | Galina Koukleva (RUS)         | Uschi Disl (GER)          | Katrin Apel (GER)              |
| Salt Lake City 2002 | Kati Wilhelm (GER)            | Uschi Disl (GER)          | Magdalena Forsberg (SWE)       |
| Torino 2006         | Florence Baverel-Robert (FRA) | Anna Carin Olofsson (SWE) | Lilia Vaygina-Efremova (UKR)   |
| Vancouver 2010      | Anastasiya Kuzmina (SVK)      | Magdalena Neuner (GER)    | Marie Dorin (FRA)              |

(¹ echipă combinată cu sportivi din 6 țări ale CSI; doar la Jocurile de iarnă din Albertville 1992)

### Pursuit (10 km)
| Probă sportivă      | Aur                    | Argint                   | Bronz                    |
| Salt Lake City 2002 | Olga Medvedtseva (RUS) | Kati Wilhelm (GER)       | Irina Nikulchina (BUL)   |
| Torino 2006         | Kati Wilhelm (GER)     | Martina Glagow (GER)     | Albina Akhatova (RUS)    |
| Vancouver 2010      | Magdalena Neuner (GER) | Anastasiya Kuzmina (SVK) | Marie-Laure Brunet (FRA) |

### Start în masă (12,5 km)
| Probă sportivă | Aur                       | Argint              | Bronz                 |
| Torino 2006    | Anna Carin Olofsson (SWE) | Kati Wilhelm (GER)  | Uschi Disl (GER)      |
| Vancouver 2010 | Magdalena Neuner (GER)    | Olga Zaitseva (RUS) | Simone Hauswald (GER) |

### Ștafetă (4x6 km)
Ștafeta feminină de biatlon s-a desfășurat pe trei distanțe diferite:
- 3×7,5 km — 1992
- 4×7,5 km — 1994-2002
- 4×6 km — 2006

| Probă sportivă      | Aur                                                                             | Argint                                                                                     | Bronz                                                                                          |
| Albertville 1992    | (FRA) Corinne Niogret Véronique Claudel Anne Briand                             | (GER) Uschi Disl Antje Misersky Petra Schaaf                                               | (EUN¹) Yelena Belova Anfisa Reztsova Yelena Melnikova                                          |
| Lillehammer 1994    | (RUS) Nadezhda Talanova Nataliya Snytina Luiza Noskova Anfisa Reztsova          | (GER) Uschi Disl Antje Misersky Simone Greiner-Petter-Memm Petra Schaaf                    | (FRA) Corinne Niogret Véronique Claudel Delphyne Heymann Anne Briand                           |
| Nagano 1998         | (GER) Uschi Disl Martina Zellner Katrin Apel Petra Behle                        | (RUS) Olga Melnik Galina Koukleva Albina Akhatova Olga Romasko                             | (NOR) Ann-Elen Skjelbreid Annette Sikveland Gunn Margit Andreassen Liv Grete Skjelbreid Poirée |
| Salt Lake City 2002 | (GER) Katrin Apel Uschi Disl Andrea Henkel Kati Wilhelm                         | (NOR) Ann-Elen Skjelbreid Linda Tjørhom Gunn Margit Andreassen Liv Grete Skjelbreid Poirée | (RUS) Olga Medvedtseva Galina Koukleva Svetlana Ishmouratova Albina Akhatova                   |
| Torino 2006         | (RUS) Anna Bogaliy-Titovets Svetlana Ishmouratova Olga Zaitseva Albina Akhatova | (GER) Martina Glagow Andrea Henkel Katrin Apel Kati Wilhelm                                | (FRA) Delphyne Peretto Florence Baverel-Robert Sylvie Becaert Sandrine Bailly                  |

(¹ echipă combinată cu sportivi din 6 țări ale CSI; doar la Jocurile de iarnă din Albertville 1992)